# NSB BM 92
De BM / B(DF)S 92 is een diesel elektrisch treinstel voor het regionaal personenvervoer van de Norges Statsbaner (NSB).

## Geschiedenis
De Noorse spoorwegmaatschappij Norges Statsbaner (NSB) plaatsen bij DUEWAG een order voor 15 treinstellen voor de niet geëlektrificeerde trajecten.
Het treinstel werd door DUEWAG en Brown, Boveri & Cie ontwikkeld uit de Baureihe 628 van de Deutsche Bahn (DB).

### Ongeval
Op 4 januari 2000 vond bij Åstad aan de Rørosbanen omstreeks 13.20 uur een frontale botsing plaats tussen trein 2369 (Hamar - Rena) bestaande uit treinstel BM 92.14 - BSF 92.84 en trein 2302 (Trontheim - Hamar) bestaande uit een getrokken trein met locomotief Di 3.625. Bij dit ongeval kwamen 19 mensen om het leven.

## Constructie en techniek
Het treinstel is opgebouwd uit een stalen frame. Het treinstel is uitgerust met luchtvering. Er kunnen tot twee eenheden gekoppeld worden.

### BS
De BS is een stuurstand rijtuigen waarbij de BSF een afgesloten post afdeling bezit. De BSDF heeft naast een afgesloten post afdeling ook een grotere afgesloten bagage afdeling.

### Nummers
- BM 92.01 - BS 92.51
- BM 92.02 - BS 92.52
- BM 92.03 - BS 92.53
- BM 92.04 - BS 92.54
- BM 92.05 - BS 92.55
- BM 92.06 - BS 92.56
- BM 92.07 - BS 92.57
- BM 92.08 - BS 92.58
- BM 92.09 - BS 92.59
- BM 92.10 - BS 92.60
- BM 92.11 - BSF 92.81
- BM 92.12 - BSF 92.82
- BM 92.13 - BSF 92.83
- BM 92.14 - BSF 92.84 (in 2000 gesloopt)
- BM 92.15 - BSDF 92.91

## Treindiensten
De treinen worden sinds het begin door de Norges Statsbaner (NSB) op de volgende trajecten ingezet:
- Nordlandsbanen, Bodø - Trondheim
- Raumabanen, Åndalsnes - Dombås
- Rørosbanen, Trondheim - Hamar
- Meråkerbanen, Trondheim - Storlien (sinds 2000)
- Mittbanan, Storlien - Sundsvall (sinds 2000 tot 17 Juni 2007) samen met Veolia

## Foto's

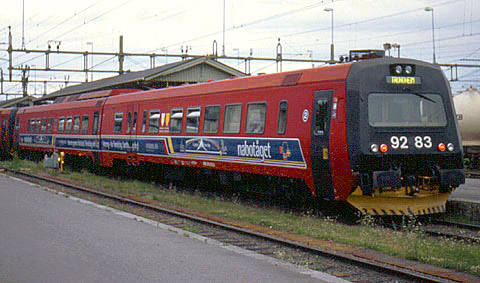